# Юридична енциклопедія (друковане видання)
Юридична енциклопедія — перша в Україні багатотомна систематизована наукова робота про державу і право. Спільна робота Інституту держави і права ім. Корецького, Національної академії наук України та видавництва Українська енциклопедія. Складається з шести томів. Загальна кількість статей — 10006. 
| № тому  | Літери | Кількість статей                                     | Кількість ілюстрацій (кольорових) | Кількість карт (кольорових) | Тираж  | Рік видання |
| Том № 1 | А — Г  | 1659                                                 | 263 (20)                          | 17 (3)                      | 30 000 | 1998        |
| Том № 2 | Д — Й  | 1595                                                 | 160 (4)                           | 10 (1)                      | 50 000 | 1998        |
| Том № 3 | К — М  | 1767                                                 | 432 (24)                          | 17                          | 50 000 | 2001        |
| Том № 4 | Н — П  | 1517                                                 | 275 (30)                          | 6 (2)                       | 50 000 | 2002        |
| Том № 5 | П — С  | 1668                                                 | 259                               | 7                           | 50 000 | 2003        |
| Том № 6 | Т — Я  | 1525 + «Доповнення» — комплекс статей (335 термінів) | 364 (3)                           | 16 (1)                      | 50 000 | 2004        |

## Історія
З часу набуття Україною незалежності у 1991 році постала необхідність у зібранні та систематизації знань з юридичної науки, в умовах вільної та демократичної діяльності наукових установ України. Тож, керуючись необхідністю створення великого ґрунтовного видання Президія Національної Академії наук України видала постанову «Про підготовку фундаментальної Юридичної енциклопедії» від 8 вересня 1993. Необхідність видання такої праці й забезпечення фінансової підтримки змусило Кабінет Міністрів України видати постанову «Про державну підтримку видання „Юридичної енциклопедії“» від 29 грудня 1996. Таким чином у справу створення енциклопедії приєднались і органи державної влади, наукові установи та підприємства державної форми власності.
Протягом шести років роботи над енциклопедією її редакцією керували:
| № | Прізвище         | Вчене звання            | Посада                               |
| 1 | Шемшученко Ю. С. | Доктор юридичних наук   | Голова редакційної колегії           |
| 2 | Зяблюк М. П.     | Кандидат юридичних наук | Заступник голови редакційної колегії |
| 3 | Тацій В. Я.      | Доктор юридичних наук   | Заступник голови редакційної колегії |
| 4 | Горбатенко В. П. | Доктор політичних наук  | Відповідальний секретар              |

## Енциклопедія

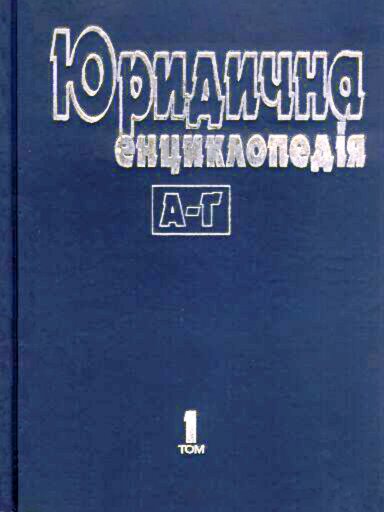
Перший том Юридичної енциклопедії. Такий самий дизайн мають і решта томів.

Енциклопедія ґрунтується на сучасних досягненнях як вітчизняної, так і світової юридичної науки. У виданні подано поняття і категорії про усі інститути та галузі права. Розкриваються стрижневі положення Конституції України як основного нормативно-правового акта держави. Також окреслено законодавче регулювання у сфері суспільних відносин, забезпеченні прав і свобод людини та громадянина. Значний розділ статей торкається органів державної влади, місцевого самоврядування та різноманітних об'єднань громадян. У юридичній енциклопедії є відомості про науково-дослідні установи та вищі навчальні заклади України юридичного профілю, подано біографії відомих вчених-правознавців сучасного та минулого. Широко висвітлена тематика з історії права України, вміщено інформацію про пам'ятки українського права. Енциклопедія торкається не лише української юриспруденції. У виданні висвітлюються інформація про державно-політичний і правовий устрій країн світу, а також їхніх органів та подається наукова оцінка документів цих країн.
Велика увага приділяється міжнародному праву: наводиться інформація про міжнародні органи та установи такі як ООН, ЮНЕСКО, ОБСЄ та ін. Враховуючи те, що багато країн визначають міжнародне законодавство, як частину національного то в енциклопедії можна знайти вичерпну інформацію про міжнародні договори, конвенції, декларації та інші документи, а також дізнатись історію та положення основних державно-правових учень.
Юридична енциклопедія адресована не лише професіональним юристам, а й усім хто цікавиться правовими відносинами та державним будівництвом в Україні, правовим життям міжнародної спільноти.

## Автори енциклопедії
Авторський колектив складався з відомих та визнаних науковців правознавців. Серед співавторів чимало академіків і членів-кореспондентів як Академії правових наук, так і Національної академії наук України.
| №  | Том № 1          | Том № 2            | Том № 3            | Том № 4            | Том № 5            | Том № 6            |
| 1  | Шемшученко Ю. С. | Шемшученко Ю. С.   | Шемшученко Ю. С.   | Шемшученко Ю. С.   | Шемшученко Ю. С.   | Шемшученко Ю. С.   |
| 2  | Зяблюк М. П.     | Зяблюк М. П.       | Зяблюк М. П.       | Зяблюк М. П.       | Зяблюк М. П.       | Зяблюк М. П.       |
| 3  | Горбатенко В. П. | Горбатенко В. П.   | Горбатенко В. П.   | Горбатенко В. П.   | Горбатенко В. П.   | Горбатенко В. П.   |
| 4  | Авер'янов В. Б.  | Бобровник С. В.    | Бобровник С. В.    | Бобровник С. В.    | Зайчук О. В.       | Гончаренко В. Д.   |
| 5  | Бабкін В. Д.     | Гончаренко В. Д.   | Гончаренко В. Д.   | Гончаренко В. Д.   | Костенко О. М.     | Зайчук О. В.       |
| 6  | Гончаренко В. Д. | Денисов В. Н.      | Денисов В. Н.      | Денисов В. Н.      | Кресіна І. О.      | Костенко О. М.     |
| 7  | Денисов В. Н.    | Костенко О. М.     | Кресіна І. О.      | Кресіна І. О.      | Маляренко Т. В.    | Маляренко Т. В.    |
| 8  | Мамутов В. К.    | Кресіна І. О.      | Костенко О. М.     | Костенко О. М.     | Мироненко О. М.    | Мироненко О. М.    |
| 9  | Мироненко О. М.  | Мироненко О. М.    | Мироненко О. М.    | Мироненко О. М.    | Музика А. А.       | Музика А. А.       |
| 10 | Михаєнко М. М.   | Нагребельний В. П. | Нагребельний В. П. | Нагребельний В. П. | Нагребельний В. П. | Нагребельний В. П. |
| 11 | Погорілко В. Ф.  | Підопригора О. А.  | Підопригора О. А.  | Підопригора О. А.  | Підопригора О. А.  | Оніщук М. В.       |
| 12 | Рабінович П. М.  | Погорілко В. Ф.    | Погорілко В. Ф.    | Погорілко В. Ф.    | Погорілко В. Ф.    | Підопригора О. А.  |
| 13 | Свєтлов О. Я.    | Рабінович П. М.    | Рабінович П. М.    | Рабінович П. М.    | Рабінович П. М.    | Погорілко В. Ф.    |
| 14 | Семчик В. І.     | Сегай М. Я.        | Сегай М. Я.        | Сегай М. Я.        | Сегай М. Я.        | Рабінович П. М.    |
| 15 | Сіренко В. Ф.    | Семчик В. І.       | Семчик В. І.       | Семчик В. І.       | Семчик В. І.       | Сегай М. Я.        |
| 16 | Усенко І. Б.     | Усенко І. Б.       | Усенко І. Б.       | Усенко І. Б.       | Усенко І. Б.       | Семчик В. І.       |
| 17 | Цвєтков В. В.    | Шаповал В. М.      | Шаповал В. М.      | Шаповал В. М.      | Хуторян Н. М.      | Усенко І. Б.       |
| 18 | Шевченко Я. М.   | —                  | —                  | —                  | Шаповал. В. М.     | Хуторян Н. М.      |
| 19 | —                | —                  | —                  | —                  | Шевченко Я. М.     | Шаповал. В. М.     |
| 20 | —                | —                  | —                  | —                  | —                  | Шевченко Я. М.     |

## Бібліографічний опис
Юридична енциклопедія / ред. Ю. С. Шемшученко [та ін.] ; НАН України, Ін-т держави і права ім. В. М. Корецького. — К. : Вид-во «Українська енциклопедія» ім. М. П. Бажана, 1998—2004 . — ISBN 966-7492-00-1.
- Т. 1 : А — Г. — 1998. — 669 с. — ISBN 966-7492-01-X.
- Т. 2 : Д — Й. — 1999. — 741 с. : іл. — ISBN 966-7492-02-8.
- Т. 3 : К — М. — 2001. — 792 с. : іл. — ISBN 966-7492-03-6.
- Т. 4 : Н — П. — 2002. — 720 с. : іл. — ISBN 966-7492-04-4.
- Т. 5 : П — С. — 2003. — 736 с. : іл. — ISBN 966-7492-05-2.
- Т. 6 : Т — Я. — 2004. — 768 с. — ISBN 966-7492-06-0.